# Heike Balcková
Heike Balcková (* 19. srpna 1970 Schwerin, Meklenbursko-Přední Pomořansko) je bývalá německá atletka, jejíž specializací byl skok do výšky.
První úspěch zaznamenala coby reprezentantka NDR na juniorském mistrovství Evropy v Birminghamu v roce 1987, kde získala společně s Jelenou Jelesinovou bronzovou medaili. O rok později skončila na juniorském mistrovství světa v kanadském Sudbury sedmá. 18. června 1989 překonala v Chemnitzu (tehdy Karl-Marx-Stadt) poprvé v kariéře dvoumetrovou hranici a výkonem 201 cm vyrovnala juniorský světový rekord. Stejný výkon předvedla již v roce 1986 sovětská výškařka Olga Turčaková. Rekord je dodnes platný.
V roce 1990 skončila na mistrovství Evropy ve Splitu pátá. O rok později vybojovala výkonem 194 cm bronzovou medaili na halovém MS v Seville. V témže roce obsadila dvanácté místo na mistrovství světa v Tokiu. Na evropském šampionátu v Helsinkách 1994 skončila ve finále šestá (193 cm). V roce 1997 se umístila na mistrovství světa v Athénách na desátém místě.